# Dunajský Klátov

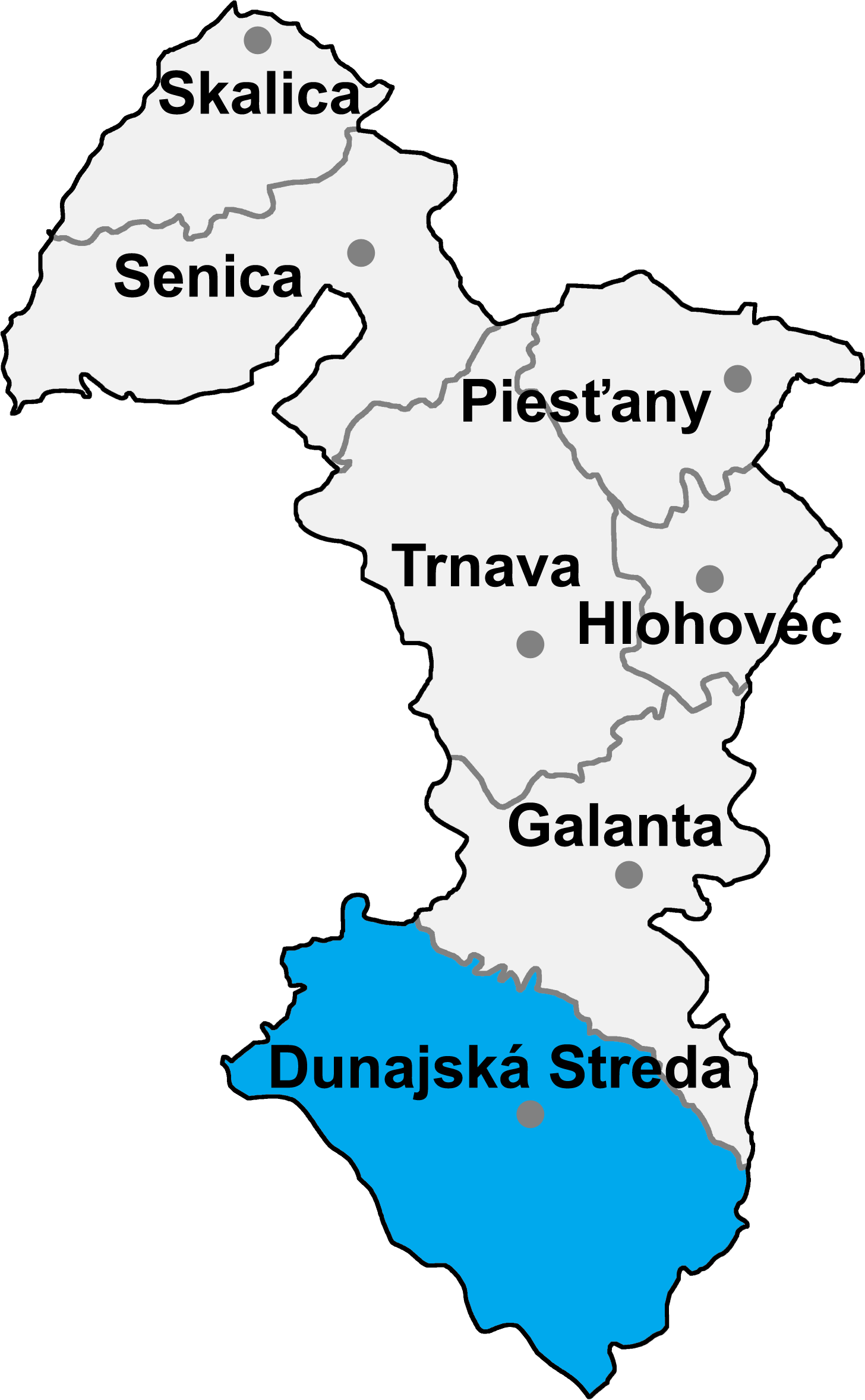
Localização de Dunajská Streda (distrito) na Trnava (região)

O Distrito eslovaco de Dunajský Klátov  é um dos sessenta e quatro municípios que formam a Distrito de Dunajská Streda, situada em Região de Trnava, Eslováquia.

## Demografia
| Ano:        | 1994 | 2004    | 2014    | 2024    |
| ----------- | ---- | ------- | ------- | ------- |
| Broj ljudi: | 465  | 416     | 571     | 860     |
| Razlika:    |      | -10,53% | +37,25% | +50,61% |

| Ano:               | 2023 | 2024   |
| ------------------ | ---- | ------ |
| Número de pessoas: | 854  | 860    |
| Diferença:         |      | +0,70% |